# Racing Club Harelbeke
Ne pas confondre avec le KRC Harelbeke, un ancien club de la localité disparu en 2002 et dont le club dont il est question ici a repris les installations et, quinze ans plus tard, le nom.
Maillots
Actualités
Dernière mise à jour : 6 août 2018.
Le Racing Club Harelbeke est un club de football belge, porteur du matricule 1574, basé à Harelbeke.
Ce club est initialement bien connu sous l'appellation de K. SV Ingelmunster, puis à partir de 2003 par celle de Sporting West Ingelmunster Harelbeke. Ce changement de nom fait suite au déménagement vers Harelbeke suite de la disparition du K. RC  Harelbeke (matricule 1615), premier du nom.
Au début des années 2000, Ingelmunster atteint son plus haut niveau, la D2 belge, où il joue cinq saisons.
En juillet 2016, le club prend la dénomination de RC Harelbeke. Ce club évolue en Division 2 Amateur lors de la saison 2018-2019. C'est la 21e saison de ce matricule dans les divisions nationales.

## Historique
- 1930 : fondation de Sportvereeniging Ingelmunster le 14 janvier 1930 et affiliation à  l'Union royale belge des sociétés de football association (URBSFA) le 29 janvier de la même année ; le club reçoit le numéro matricule 1574.
- 1943 : changement de dénomination du club qui devient le Sportvereeniging Olympic Ingelmunster (1574). (SPORTVEREENIGING INGELMUNSTER (1574) était en inactivité depuis le début de la deuxième guerre mondiale. D'autre part, existait FOOTBALL CLUB NAAIPANDER BOYS INGELMUNSTER (fondé en 1941 et affilié au Katholiek Vlaamsch Sportverbond, fédération rivale de l'URBSFA). Ce dernier club sollicita son adhésion à l'URBSFA le 05/08/1943 avant de changer de dénomination, le 20/08/1943, en OLYMPIC INGELMUNSTER. En fait, la direction de OLYMPIC INGELMUNSTER remplaça, le 21/11/1943, celle de SPORTVEREENIGING INGELMUNSTER (1574) - en instance de disparition - qui changea de dénomination en SPORTVEREENIGING OLYMPIC INGELMUNSTER (1574); la nouvelle direction "récupéra" les membres encore affiliés sous le matricule 1574)
- 1957 : après obtention du titre de Société Royale le 20 juin 1957, le club change à nouveau de nom pour devenir le KONINKLIJK SPORTVERENIGING OLYMPIC INGELMUNSTER (1574)
- 1962 : changement de dénomination de KONINKLIJK SPORTVERENIGING OLYMPIC INGELMUNSTER (1574) en KONINKLIJK SPORTVERENIGING INGELMUNSTER (1574) le 20 juin 1962. À noter la correspondance de dates entre la démission (25/08/1961) de FOOTBALL CLUB MOLEN SPORT INGELMUNSTER (4254) (existant à partir de 1932, refondé le 15/06/1945 et affilié à l'URBSFA le 10/07/1945) et le changement de dénomination (20/06/1962) de K. SV Olympic Ingelmunster (1574)[2].
- 2003 : changement de dénomination de KONINKLIJK SPORTVERENIGING INGELMUNSTER (1574) en SPORTING WEST INGELMUNSTER HARELBEKE (1574) le 1er juillet 2003 (Ce changement de dénomination correspond à la délocalisation du club de Ingelmunster vers le terrain d'Harelbeke abandonné par K. RC Zuid en West-Vlaanderen (1615) radié des listes de l'URBSFA le 29/06/2002). Au même moment est fondé à Ingelmunster un nouveau club dénommé OLYMPIC MOLEN SPORT INGELMUNSTER (9441).
- 2007 : changement de dénomination de SPORTING WEST INGELMUNSTER HARELBEKE (1574) en SPORTING WEST HARELBEKE (1574) le 1er juillet 2007. Ce changement de dénomination vient du fait que le club, relégué en P1 de Flandre occidentale, partage la même série avec l'OMS Ingelmunster, club créé en 2003 (voir ci-dessus). En 2011, SW Harelbeke est champion et retourne en Nationale. En 2012, c'est l'OMS Ingelmunster qui enlève le titre et accède aux séries nationales !

- 2016 : En vue du championnat 2016-2017, SPORTING WEST HARELBEKE (1574) prend l'appellation de RACING CLUB HARELBEKE (1574). Le vocable "Koninklijke" n'est pas perdu mais doit faire l'objet d'une confirmation à la suite du changement de nom.

## Ancien logo

ancien logo du K. SV Ingelmunster
ancien logo su SW Harelbeke

## Résultats dans les divisions nationales
Statistiques mises à jour le 9 décembre 2024 (terme de la saison 2023-2024)

### Palmarès
- 1 fois champion de Belgique de Division 3 en 1999.

### Bilan
| Niv | Divisions     | Jouées | Titres | TM Up | TM Down |
| --- | ------------- | ------ | ------ | ----- | ------- |
| I   | 1re nationale | 0      | 0      |       |         |
| II  | 2e nationale  | 5      | 0      | 2     | 1       |
| III | 3e nationale  | 5      | 1      | 1     | 1       |
| IV  | 4e nationale  | 16     | 0      | 2     |         |
| V   | 5e nationale  | 0      | 0      |       |         |
|     |               |        |        |       |         |
|     | TOTAUX        | 26     | 1      | 5     | 2       |

- TM Up : test-match pour départager des égalités, ou toutes formes de Barrages ou de Tour final pour une montée éventuelle.
- TM Down : test-match pour départager des égalités, ou toutes formes de Barrages ou de Tour final pour le maintien.

### Classements
| Ordre               | Saison  | Nom du club        | Niveau                         | Classement final | Remarques                            |
| ------------------- | ------- | ------------------ | ------------------------------ | ---------------- | ------------------------------------ |
| 1                   | 1996-97 | K. SV Ingelmunster | Promotion série A              | 2e/16            | Promu via tour final!                |
| 2                   | 1997-98 | K. SV Ingelmunster | Division 3 série A             | 13e/16           | Tour final!                          |
| 3                   | 1998-99 | K. SV Ingelmunster | Division 3 série A             | 1er/16           | Champion et promu!                   |
| 4                   | 1999-00 | K. SV Ingelmunster | Division 2                     | 6e/18            | Tour final!                          |
| 5                   | 2000-01 | K. SV Ingelmunster | Division 2                     | 6e/18            |                                      |
| 6                   | 2001-02 | K. SV Ingelmunster | Division 2                     | 2e/18            | Tour final!                          |
| 7                   | 2002-03 | K. SV Ingelmunster | Division 2                     | 15e/18           |                                      |
| 8                   | 2003-04 | SWI Harelbeke      | Division 2                     | 16e/18           | Relégué après barrages!              |
| 9                   | 2004-05 | SWI Harelbeke      | Division 3 série A             | 10e/16           |                                      |
| 10                  | 2005-06 | SWI Harelbeke      | Division 3 série A             | 4e/16            |                                      |
| 11                  | 2006-07 | SWI Harelbeke      | Division 3 série A             | 14e/16           | Relégué après barrages!              |
| 12                  | 2007-08 | SWI Harelbeke      | Promotion série A              | 16e/16           | Relégué!                             |
| séries provinciales |         |                    |                                |                  |                                      |
| 13                  | 2009-10 | SW Harelbeke       | Promotion série A              | 15e/16           | Relégué!                             |
| séries provinciales |         |                    |                                |                  |                                      |
| 14                  | 2011-12 | SWI Harelbeke      | Promotion série A              | 6e/16            |                                      |
| 15                  | 2012-13 | SWI Harelbeke      | Promotion série A              | 12e/16           |                                      |
| 16                  | 2013-14 | SW Harelbeke       | Promotion série A              | 7e/16            |                                      |
| 17                  | 2014-15 | SW Harelbeke       | Promotion série A              | 3e/16            | Tour final                           |
| 18                  | 2015-16 | SW Harelbeke       | Promotion série A              | 2e/16            | Tour final                           |
| 19                  | 2016-17 | RC Harelbeke       | Division 2 Amateur VFV série A | 12e/16           |                                      |
| 20                  | 2017-18 | RC Harelbeke       | Division 2 Amateur VFV série A | 8e/16            |                                      |
| 21                  | 2018-19 | RC Harelbeke       | Division 2 Amateur VFV série A | 11e/16           |                                      |
| 22                  | 2019-20 | RC Harelbeke       | Division 2 Amateur VFV série A | 9e/16            |                                      |
| 23                  | 2020-21 | RC Harelbeke       | Nationale 2 VV série A         | N/A              | saison annulée en raison du Covid-19 |
| 24                  | 2021-22 | RC Harelbeke       | Nationale 2 VV série A         | 10e/16           |                                      |
| 25                  | 2022-23 | RC Harelbeke       | Nationale 2 VV série A         | 14e/18           |                                      |
| 26                  | 2023-24 | RC Harelbeke       | Nationale 2 VV série A         | 15e/18           |                                      |
| 27                  | 2024-25 | RC Harelbeke       | Nationale 2 VV série A         | ... /16          |                                      |